# انهيار ألعاب الفيديو 1983

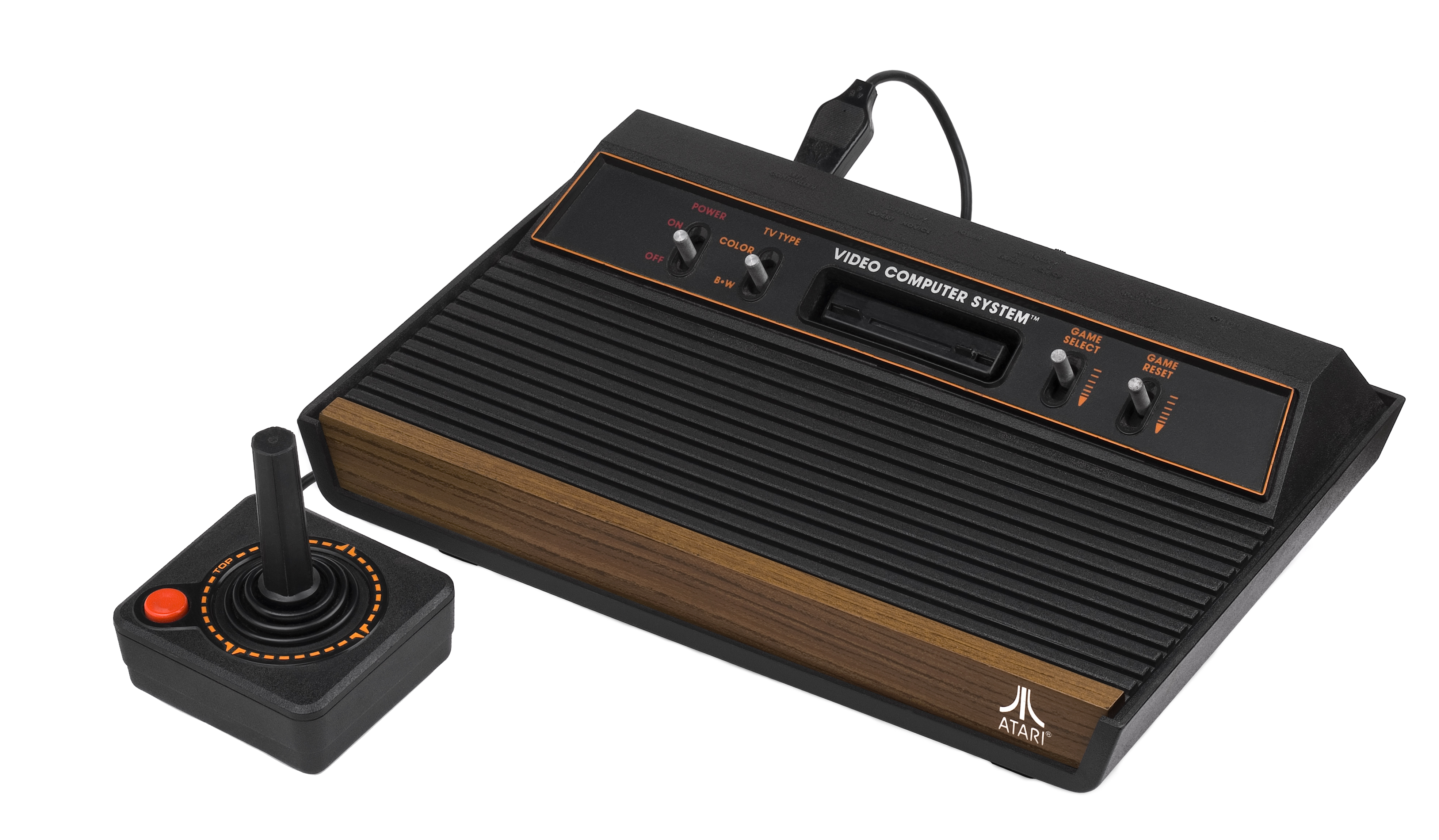
أتاري 2600 الجهاز الأكثر شعبية قبل الانهيار.

انهيار ألعاب الفيديو 1983 يعرف بـ«صدمة أتاري» في اليابان هو الكساد الضخم الذي حصل لصناعة ألعاب الفيديو الذي وقع بين عامي 1983 و1985. الإيرادات التي بلغت ذروتها عند حوالي 3.2 مليار دولار في عام 1983 انخفضت إلى حوالي 100 مليون دولار فقط بحلول عام 1985 (بنسبة انخفاض قدرها 97 بالمئة تقريبا). وكان الانهيار حدثا خطيرا حيث وضع نهاية مفاجئة لما يعتبر الجيل الثاني من أنظمة ألعاب الفيديو بالتحديد في أمريكا الشمالية.
الانهيار دمر تقريبا تلك الصناعة الوليدة آنذاك. وأدى إلى إفلاس العديد من الشركات المنتجة للأجهزة الحاسوب المنزلية وأجهزة ألعاب الفيديو في أمريكا الشمالية، بما في ذلك الشركة الأميركية الأسرع نموا في التاريخ عند تلك النقطة أتاري. استمر نحو عامين، وأعرب العديد من المحللين عن الشكوك حول إمكانية استمرار أنظمة ألعاب الفيديو لأجل طويل. تعافت صناعة ألعاب الفيديو بعد سنوات قليلة ويرجع الفضل في معظمه إلى النجاح الواسع الذي حققه جهاز نينتندو إنترتينمنت سيستم.
كان هناك العديد من الأسباب التي أدت إلى الانهيار، ولكن كان السبب الرئيسي هو تشبع السوق بمئات الألعاب والتي معظمها ذات جودة منخفضة مما أدى إلى فقدان ثقة المستهلك.